# Ясон (апостол від 70)
Ясон — один з 70 апостолів. Він походив з Тарсу (Мала Азія). Був учнем апостола Павла.
Разом з апостолом Сосипатром прибув у 63 році на острів Керкіру (нині — Корфа), де поклав початок християнству і був першим єпископом. За переказами, апостолами Ясоном та Сосипатром творились чудеса, у тому числі воскресіння мертвого. Нетлінні мощі його в місцевому храмі. Пам'ять у Православної церкви (за юліанським календарем) 28 квітня і 4 січня (Собор апостолів від сімдесяти).

## Згадки у Біблії
У Біблії слово Ясон згадується п'ять разів

| А юдеї ревнували. Вони знайшли якихось розбишак з базарної площі, зібрали юрмисько й заходилися підбурювати ціле місто. Вони напали на Ясонову оселю, сподіваючись знайти там Павла й Силу, щоб вивести їх до людей. А не знайшовши, потягли Ясона та ще декого з братів до міських урядовців. Вони вигукували: «Ці люди, які підбурюють весь світ, зараз прийшли сюди! І Ясон прийняв їх у своєму домі. Всі вони чинять супроти цезаревих указів. Вони стверджують, що існує інший цар — вони називають Його Ісусом». Натовп і міські урядовці були збиті з пантелику цими словами. (Дії 17:5-8) Вони взяли з Ясона та інших заставу й відпустили їх. (Дії 17:9) Мій побратим по роботі Тимофій вітає вас, а з ним і Лукій, і Ясон, і Сосипатр, мої родичі. (Рим. 16:21) |